# Myrmecacis metargas
Myrmecacis metargas är en stekelart som först beskrevs av Porter 1967.  Myrmecacis metargas ingår i släktet Myrmecacis och familjen brokparasitsteklar. Inga underarter finns listade i Catalogue of Life.